# Inami (série télévisée d'animation)
Pour les articles homonymes, voir Inami.
Inami, le Bellacaïbos de la forêt est une série télévisée d'animation française diffusée à partir du 27 août 2008 sur TF1.

## Synopsis
Cette série met en scène les aventures d'Inami, un jeune garçon de 11 ans de la tribu amazonienne des Bellacaïbos.

## Voix françaises
- Nathalie Bienaimé : Inami
- Alain Floret : Carras
- Manon Corneille : Aminata
- Marie Facundo : Hyaema
- Nathalie Homs : Shimiwe
- Sybille Tureau : Horonami
- Marie Zidi : Minoska
- Cyrille Monge : Morikas
- Philippe Roullier : Pintos
- Frédéric Popovic : Xiomaro

## Fiche Technique
- Nom original : Inami
- Réalisation : Michel Pillyser
- Scénaristes : Françoise Charpiat
- Producteur : Bernard Forestier
- Musiques : Didier Ledan, Joseph Refalo
- Origine :  France
- Maisons de production : Ellipse Animation, Seahorse animation, Javatoons Productions, Toutenkartoon TTK, Araneo Belgium, JPF Productions.

## Liste des épisodes

### Épisode 1:J'ai fait un rêve
Synopsis
Carras le chaman, pense qu’il est temps pour Inami et Shimiwé de réaliser leur première épreuve pour devenir Adulte. Les deux garçons doivent aller dérober des cuillères de bois accrochées au totem du village ennemi des Patamis. Sur le chemin Inami sauve Hyaéma, une jeune Patamis, en mettant en fuite un crocodile mais révèle du même coup leur présence. Inami et Shimiwé réussiront-ils à rapporter les fameuses cuillères, symboles de leur bravoure au nez et à la barbe des Patamis ?

### Épisode 2:Le rideau sombre
Synopsis
Une tempête tropicale s’abat sur la région. Shimiwé l’avait vu en rêve et le chaman Carras a compris le danger. Il demande à Xiomaro de mettre la tribu en sécurité sur la colline. Inami prévient Hyaéma du danger, mais Morikas ne veut pas y croire, il pense plutôt à une traîtrise des Bellacaïbos. Inami décide de retourner dans le village Patamis pour sauver Hyaéma. Mais arrivera-t-il à sauver les femmes et les enfants qui sont encore dans le village ?

### Épisode 3:Le dauphin rose
Synopsis
Morikas ne réussit pas à faire une potion qui lui donnerait l’apparence du Chaman des Bellacaïdos et ainsi d’avoir un ascendant sur la tribu rivale. Il découvre qu’il lui manque un élément essentiel dans la composition de sa potion, c’est l’ambre de Dauphins Roses. Avec le traître Pintos, Morikas décide d’aller capturer des dauphins roses pour prélever l’ambre. Hyaéma comprend le projet de son chaman, elle alerte Inami et Shimiwé qui, suivis par Aminata, décident de libérer les dauphins et de déjouer le plan diabolique des deux hommes.

### Épisode 4:La quête du sel
Synopsis
Après un orage terrible, la mine de sel des Bellacaïdos est inondée. Ils sont contraints à partir car sans sel, ils ne pourront pas survivre très longtemps. Mais Inami refuse de s’éloigner de Hyaéma, et décide de voler du sel aux Patamis pour retarder le départ de la tribu. Là-bas, il découvre que Pintos, pour devenir le chef de la tribu, a passé un accord avec Morikas pour qu’il lui prête du sel. Inami et ses amis arriveront-ils à déjouer le plan de Pintos et éviter le déménagement du village ?

### Épisode 5:Le venin de la discorde
Synopsis
Hyaéma s’est fait mordre par un serpent très venimeux. Le chaman Patamis tente de la guérir mais sans succès. La mère de Hyaéma grâce à Inami, réussit à amener sa fille à Caras, le chaman Bellacaïbos. Mais il ne peut rien faire sans du venin de ce serpent pour concocter un antidote. Xiomara étant parti à la chasse Inami se décide à capturer lui-même le serpent pour sauver son amie. Avec l’aide Shimiwé, Inami arrivera-t-il a temps pour ramener le venin à Carras et la sauver ?

### Épisode 6:Le secret
Synopsis
A la suite d’un quiproquo, Inami est convaincu que Hyaéma est amoureuse de Fousiwé, un garçon Patami. Pour se calmer, notre héros part en forêt avec Tatoune pour remplir une mission que Xiomaro et Carras lui ont confiée : Il s’agit d’aller à la « Clairière aux Oiseaux »  pour récupérer des plumes d’aras, lesquelles servent à délimiter le territoire Bellacaïbos. Or, parallèlement, Morikas charge Fousiwé d’aller voler ces plumes pour nuire à la tribu adverse.  Les deux adolescents se rencontrent dans les arbres et s’affrontent. La jalousie d’Inami finira-t-elle par le perdre ?

### Épisode 7:Les quatre éléments
Synopsis
Inami, Shimiwé, Hyaéma et Fousiwé passent l’épreuve initiatique des « quatre éléments ». Pour l’occasion, Bellacaïbos et Patamis ont coutume d’observer une trêve. Mais Morikas, le Shaman Patamis, manigance déjà pour discréditer les Bellacaïbos et s’emparer du Grand Tatoo sacré ! Inami réussira-t’il à sauver sa tribu, tout en accomplissant cette épreuve si importante pour lui ?

### Épisode 8:Grande frère
Synopsis
À la suite d'un récit de Carras, Inami se met en tête de fusionner avec l'Esprit de l'Aigle, comme l'avait fait Kashiri, un chaman qui réussit jadis à ramener la paix entre deux tribus. Laissant Aminata, dont il était censé s'occuper, toute seule dans la forêt, il tente de donner suite à son projet. Mais sa petite sœur est capturée par Morikas. Apprenant de la bouche de la petite fille l'existence de l'Esprit de l'Aigle, le chaman Patami décide de fusionner avec celui-ci. Inami, Shimiwé et Hyaéma tentent de porter secours à Aminata, tout en essayant d'empêcher Morikas d'unir son esprit à celui de l'oiseau. Inami agira-t-il enfin en "grand frère" responsable…

### Épisode 9:Les hommes flammes
Synopsis
Convaincus que la magie du Grand Tatou a envoûté le tout jeune fils de leur chef, d'étranges guerriers, peints comme les flammes d'un grand feu, se glissent dans le village des Bellacaibos endormis, volent le Totem du Grand Tatou et enlèvent Shimiwé à qui Carras en avait confié la garde. Au petit matin, Inami part à la recherche de son ami, accompagné par Tinama et conduit par Kinimo, le petit garçon du clan des Hommes Flammes, simplement perdu dans la forêt et source bien involontaire du conflit entre les deux tribus.  Arriveront-ils à temps pour rétablir la vérité, sauver Shimiwé mais aussi le totem du Grand Tatou avant que les Hommes Flammes ne l'aient sacrifié aux Hékuras du feu, qu'ils vénèrent ?

### Épisode 10:Le sanctuaire interdit
Synopsis
Shimiwé se sent seul et décide d’aller à la rencontre de son double animal en pénétrant dans le sanctuaire interdit. Inami apprend alors par Carras qu’il court un véritable danger, en effet, quand on veut forcer leur destin, les Hékuras imposent trois épreuves à la personne avant de lui faire rencontrer son double… un seul échec et celui-ci restera enfermé à tout jamais dans le sanctuaire. Inami craignant pour la vie de son ami décide de l’en empêcher, mais ils se retrouvent enfermés tous les deux dans le sanctuaire. Arriveront-ils à surmonter les épreuves des Hékuras et Shimiwé découvrira-t-il enfin qui est son double animal ?

### Épisode 11:Le chaman noir
Synopsis
Inami et Shimiwé sont fiers d'avoir pu accompagner Carras sur le plateau sacré où le chaman va recevoir du vieux Juntos l'immense savoir sur l'Homme et son Double. Mais Nerox, le chaman noir, réclame cette connaissance pour lui. Il prouve sa puissance en forçant Morikas à habiter le corps de son double iguane et défie Carras d'en faire autant. A part Juntos, personne ne sait faire revenir un Homme du corps de son Double. Inami se porte volontaire pour que Carras relève le défi. Mais à peine Carras a-t-il réussi à faire entrer Inami dans le corps de Tatoune, que Nerox lance une poudre rouge dans le brasero qui plonge tous les chamans dans un profond sommeil. Seuls rescapés, Shimiwé et Inami, qui a désormais la forme de Tatoune, vont devoir retrouver l'antidote du poison avant que Juntos ne cède à la magie de Nérox et ne lui livre tous les secrets des Doubles.

### Épisode 12:L'épreuve de l'écaille
Synopsis
C’est le moment, pour Inami et Shimiwé de passer l’épreuve de l’écaille. Celle-ci consiste à prélever une écaille derrière la tête d’un crocodile. Cela terrorise Inami car les crocodiles sont justement sa phobie. Cependant, il accepte de passer l’épreuve avec son fidèle ami Shimiwé. Pintos, le père de Shimiwé, voit alors l’occasion de mettre son fils en avant en se servant de son double crocodile, déploie toute sa ruse pour empêcher Inami de réussir l’épreuve. Inami réussira-t-il à vaincre sa peur et à déjouer les plans de Pintos?

### Épisode 13:Le prix de la liberté
Synopsis
Pintos a enfin réalisé son rêve : devenir chef des Bellacaïbos à la place de Xiomaros. C’est Morikas, le Chaman Patamis, qui lui a fourni le moyen de trafiquer le résultat des élections. Pour Inami et Shimiwé, il ne fait aucun doute que Pintos a triché. Mais ils n’ont rien pour le prouver, et sur ce point, les lois de la tribu sont claires : personne ne peut être accusé sans preuve. Inami et Shimiwé doivent collecter des preuves au plus vite avant que Pintos ne mette la tribu en danger avec ses mauvaises décisions…

### Épisode 14:Une tatoune de toutes les couleurs
Synopsis
Morikas a réussit à attraper Tatoune, le double de Inami. Il a réussit à l’hypnotiser pour qu’elle le prévienne dès qu’Inami ira voir Hyaéma. Tatoune confronter à un problème de conscience décide de s’empoisonner pour ne pas trahir son ami. Inami ressent les maux de Tatoute et décide, bien que très afflaibli, de partir à sa recherche pour la sauver. Alors que Shimiwé trouve une astuce pour déjouer le plan de Morikas, Inami réussira-t-il à sauver son double ?

### Épisode 15:La montagne qui chante
Synopsis
Shimiwé comprend que l’amulette qu’Inami porte autour du coup, en devenant incandescente, veut transmettre un message.  Le message est du grand Tatou : nos héros doivent se rendre à la Montagne qui Chante, un volcan qui menace d’entrée en éruption, afin d’y accomplir une mission. Sur place, Shimiwé, Aminata et Inami comprennent qu’il leurs faut en effet sauver les Paresseux trop lents pour fuir à temps. Réussiront-ils à mettre les enfants du grand Tatou en sécurité ?

### Épisode 16:Un étrange village
Synopsis
Inami et Shimiwé découvre dans la forêt un village qui semble abandonné, mais avec des éléments magnifiques dont le Yano qui possède un linteau en Or. Arrivé au village, Shimiwé raconte aussitôt à son père Pintos leur découverte, celui-ci comprenant l’énorme avantage qu’il peut en retirer décide de s’en emparer. Il demande à son fils de le guider vers ce village. Aussitôt les Hékuras se déchaînent, Shimiwé et Inami  les convaincront-ils de ne pas éliminer le père de Shimiwé ?

### Épisode 17:Le diamant noir
Synopsis
Lors d'une partie de cache-cache, les enfants découvrent un étrange pendentif : le Diamant Noir. Il s'agit en fait d'un bijou maudit, qui excite la convoitise des hommes. Parce qu'il est un enfant et qu'il a le cœur pur, Inami est chargé par Carras d'aller jeter le diamant au bout du monde, dans le territoire des Hékuras. Alors qu'il doit voyager seul, Inami est finalement rejoint par Shimiwé et Hyaéma. Ceux-ci prétendent vouloir l'aider, mais sont en réalité sous le charme néfaste du diamant maléfique. Trahisons, querelles, tricheries : Inami a fort à faire pour éviter que le Diamant Noir ne tombe en possession de ses amis !

### Épisode 18:Le puits des songes
Synopsis
Dans un rêve qu'il croit prémonitoire, Inami voit Hyaéma embrasser Shimiwé ! Décidé à éviter que ce cauchemar ne se réalise, Inami part pour le Puits des Songes, un endroit où il est possible d'effacer les rêves… Contraint d'emmener Shimiwé et Hyaéma avec lui, il ne peut pourtant pas leur révéler sa destination réelle. Mais les cachotteries et les incohérences de notre héros - tout au long d'un voyage parsemé de dangers - ont tôt fait d'inquiéter Shimiwé et Hyaéma qui, désemparés, deviennent de plus en plus complices… Inami s'en aperçoit et pense à tort que ses amis sont réellement en train de tomber amoureux l'un de l'autre !

### Épisode 19:Le double lien
Synopsis
Morikas découvre une grotte mystérieuse qui rompt le lien avec son double : Carpos. Ce dernier devient alors subitement agressif envers les Bellacaïbos et attaque le double de Pintos. Celui-ci veut se venger et attaque le village des Patamis avec son double crocodile qui est finalement capturé. Pintos furieux, tente de convaincre les Bellacaïbos d’entrer en guerre contre les Patamis. Inami et Shimiwé réussiront-ils à aider Morikas à affronter le maléfice afin d’éviter qu’une guerre n’éclate entre les deux villages ?

### Épisode 20:L'île des mystères
Synopsis
Inami, Hyaéma, Shimiwé, Aminata et Tatoune parviennent sur une île envahie de végétation, à la recherche d'une variété de fleur dont Carras a besoin pour ses potions. Mais l'île est colonisée par des singes-araignées extrêmement agressifs, qui bombardent les enfants de fruits trop mûrs et de branches mortes. Une créature intelligente semble commander aux singes… S'agit-il d'un esprit maléfique ? Inami est au supplice lorsque Hyaéma et Aminata se font enlever par la créature… Réussira-t-il à les délivrer et à accomplir sa mission ?

### Épisode 21:La famille tatou
Synopsis
Inami, Shimiwé et Aminata découvrent que Tatoune a un jumeau et que celui-ci a besoin d’aide. Arrivés dans son repaire ils aperçoivent une femelle Tatou sur le point de mettre au monde ses petits, mais le travail se présente mal.  Shimiwé et Aminata décident de rester avec elle pour l’aider, tandis qu’Inami suit les jumeaux Tatous à travers la forêt. Ils le mènent vers un jeune garçon aux prises avec deux pumas dont le petit s’est pris accidentellement dans un piège. Nos héros arriveront-ils à « délivrer » ces jeunes animaux et à sauver le jeune garçon ?

### Épisode 21:Les yeux du grand Tatou
Synopsis
Inami surprend Shimiwé dérobant les yeux du grand Tatou, celui-ci explique que c’est pour sauver le bébé de son double animal et s’enfuit. Inami et Hyaéma décident de le suivre et découvrent que Shimiwé est tombé dans le piège d’un vieux chaman aveugle : Ruxen. Les diamants sont le seul moyen pour lui de retrouver la vue. Au village, cette profanation provoque la soudaine cécité des habitants et aggrave les tensions avec les Patamis. Nos trois amis partent sur les traces de Ruxen mais à l’approche de son repaire, sont eux-mêmes frappés de cécité. Réussiront-ils à récupérer les diamants et à calmer la colère du grand Tatou ?

### Épisode 22:Les douze dents de requin
Synopsis
Inami, Shimiwé et Animata découvrent, sur une île, deux garçons d’une autre tribu qui tentent de passer l’épreuve des dents de requins. Si le plus jeune a presque terminé l’épreuve, l’aîné, lui est terrorisé par les requins et n’ose pas s’aventurer dans l’eau, à son plus grand désespoir. Et son frère ne l’aide pas vraiment, le considérant comme un froussard. Inami, Shimiwé, Animata et Tatoune seront-ils suffisamment diplomates et psychologues pour faire en sorte que les deux frères réussissent l’épreuve de façon solidaire ?

### Épisode 23:Une vie pour une vie
Synopsis
Un puma a attaqué un guerrier Bellacaïbos. Pintos et les hommes du village décident alors de partir en chasse. Pendant ce temps, Inami, accompagné de Shimiwé, veut prévenir Hyaéma du danger et désobéi en quittant le village.  La conséquence est terrible, le puma les attaque et blesse gravement Shimiwé. Inami rongé par la culpabilité, décide d’aller au sanctuaire interdit demander l’aide des Hékuras.  Ceux-ci lui font revivre ce jour tragique plusieurs fois mais chaque fois quelqu’un est blessé… Inami arrivera-t-il à sortir de ce cauchemar ?

### Épisode 24:L'étrange message des Hékuras
Synopsis
Carras et Xiomaro ont disparu. Quand ils réapparaissent, ils ont un message des Hékuras: les deux tribus Patamis et Bellacaïbos doivent ne faire qu’une sous la seule direction de Pintos et Morikas. Les Bellacaïbos doivent aller vivre avec les Patamis. Inami, Shimiwé et Hyaéma ont beaucoup de mal à croire à ce discours et se doutent d’un mauvais coup de Morikas. Ils découvrent en effet que Morikas a dérobé une potion de Carras (potion dite Caméléon) qui a la faculté de transformer un personnage en un autre. On ne sait plus qui est qui… Inami et ses amis arriveront-ils à confondre les imposteurs?

### Épisode 25:L'épreuve de la paix
Synopsis
C’est le moment de l’épreuve de l’Anaconda : l’ultime épreuve pour passer dans le « monde adulte » aussi bien chez les Bellacaïbos que chez les Patamis. Inami et Shimiwé d’un coté et Hayéma et Shama de l’autre. Hayéma et Shama subissent le premier assaut de l’Anaconda et ne doivent leur salut que grâce à l’intervention de Inami et Shimiwé. Les enfants comprennent que les Hékuras leur donnent des signes pour affronter le grand serpent. Inami et Hyaéma (un Bellacaïbos et une Patamis) décident d’affronter l’Anaconda ensemble. Réussiront-ils leur épreuve, et arriveront-ils à convaincre leurs deux tribus de faire la paix… rien n’est moins sûr.

## DVD
- Inami, vol. 1 : Le secret

À noter qu'il s'agit du seul volume à être sorti en tant que collection Tfou, alors que les autres volume ne sont jamais sortis.